# 爱的捆绑
爱的捆绑，日本富士电视台1994年出品的电影。导演：岩井俊二，主演：丰川悦司 山口智子。該片透過通過一種精神病症的講述方式來描寫現代社會中的異化的現象。